# 閻皇貴妃
皇貴妃閻氏（こうきひ えんし、1510年代? - 1540年2月9日（嘉靖19年1月2日））は、明の嘉靖帝の妃嬪。

## 経歴
山西の庶民であった閻紀の娘として生まれる。容貌が美しく、嘉靖10年（1531年）に方氏（後に皇后となった）ら9人と共に、選抜されて後宮に入り、麗嬪となった。
嘉靖12年（1533年）、皇長子朱載基が生まれたが、その2か月後に夭折した（哀沖太子と諡された）。嘉靖帝は閻氏を憐れんで麗妃に封じた。嘉靖15年（1536年）、貴妃に進んだ。父の閻紀は正三品錦衣衛指揮使に任じられた。
嘉靖19年1月2日（1540年2月9日）、薨去した。享年は20代だったとみられている。嘉靖帝はその死を悲しみ、閻氏は皇貴妃に追封され、栄安恵順端僖と諡され、天寿山に葬られた。

## 伝記資料
- 『明世宗実録』
- 『明故戚畹昭勇将軍錦衣指揮使閻紀墓志銘』